# Chileens voetbalelftal in 1981
Het Chileens voetbalelftal speelde in totaal dertien officiële interlands in het jaar 1981, waaronder vier duels in de kwalificatiereeks voor het WK voetbal 1982. De nationale selectie, bijgenaamd La Roja, stond onder leiding van bondscoach Luis Santibáñez, en wist zich te plaatsen voor de WK-eindronde van 1982 in Spanje.

## Balans
| Wedstrijden | Wedstrijden | Wedstrijden | Wedstrijden | Doelpunten | Doelpunten | Doelpunten | Punten |
| Gespeeld    | Winst       | Gelijk      | Verlies     | Voor       | Tegen      | Saldo      | Punten |
| ----------- | ----------- | ----------- | ----------- | ---------- | ---------- | ---------- | ------ |
| 13          | 7           | 4           | 2           | 17         | 7          | +10        | 1.384  |

## Interlands
|                                                     |                   |       |          |                                                                                       |
| 10 maart Vriendschappelijk № 321 «onderlinge duels» | Chili             | 1 – 0 | Colombia | Estadio Nacional, Santiago Toeschouwers: — Scheidsrechter: Gilberto Aristizábal (COL) |
| 10 maart Vriendschappelijk № 321 «onderlinge duels» | Óscar Herrera 29' |       |          | Estadio Nacional, Santiago Toeschouwers: — Scheidsrechter: Gilberto Aristizábal (COL) |

|                                                     |                       |       |                    | |
| 14 maart Vriendschappelijk № 322 «onderlinge duels» | Brazilië              | 2 – 1 | Chili              | Estádio Santa Cruz, Ribeirão Preto Toeschouwers: 56.000 Scheidsrechter: Romualdo Arppi Filho (BRA) |
| 14 maart Vriendschappelijk № 322 «onderlinge duels» | Zico 30' Reinaldo 46' |       | 50' Carlos Caszely | Estádio Santa Cruz, Ribeirão Preto Toeschouwers: 56.000 Scheidsrechter: Romualdo Arppi Filho (BRA) |

|                                                     |                             |       |                                       |                                                                                   |
| 19 maart Vriendschappelijk № 323 «onderlinge duels» | Colombia                    | 1 – 2 | Chili                                 | Estadio El Campín, Bogota Toeschouwers: 45.000 Scheidsrechter: Hernán Silva (CHI) |
| 19 maart Vriendschappelijk № 323 «onderlinge duels» | Willington Ortiz 37' (pen.) |       | 15' Carlos Caszely 20' Carlos Caszely | Estadio El Campín, Bogota Toeschouwers: 45.000 Scheidsrechter: Hernán Silva (CHI) |

|                                                     |                                                                   |       |      |                                                                                         |
| 19 april Vriendschappelijk № 324 «onderlinge duels» | Chili                                                             | 3 – 0 | Peru | Estadio Nacional, Santiago Toeschouwers: 32.000 Scheidsrechter: Arturo Ithurralde (ARG) |
| 19 april Vriendschappelijk № 324 «onderlinge duels» | Gustavo Moscoso 29' Carlos Caszely 66' (pen.) Gustavo Moscoso 75' |       |      | Estadio Nacional, Santiago Toeschouwers: 32.000 Scheidsrechter: Arturo Ithurralde (ARG) |

|                                                    |                  |       |                                                 |                                                                                     |
| 29 april Copa Pinto Duran № 325 «onderlinge duels» | Chili            | 1 – 2 | Uruguay                                         | Estadio Nacional, Santiago Toeschouwers: 28.000 Scheidsrechter: Teodoro Nitti (ARG) |
| 29 april Copa Pinto Duran № 325 «onderlinge duels» | Manuel Rojas 57' |       | 67' (pen.) Julio César Núñez 73' Nelson Agresta | Estadio Nacional, Santiago Toeschouwers: 28.000 Scheidsrechter: Teodoro Nitti (ARG) |

|                                                 |         |       |       |                                                                                      |
| 24 mei WK-kwalificatie № 326 «onderlinge duels» | Ecuador | 0 – 0 | Chili | Estadio Modelo, Guayaquil Toeschouwers: 49.000 Scheidsrechter: Juan Cardellino (URU) |
| 24 mei WK-kwalificatie № 326 «onderlinge duels» |         |       |       | Estadio Modelo, Guayaquil Toeschouwers: 49.000 Scheidsrechter: Juan Cardellino (URU) |

|                                                 |          |                    |       |                                                                                                   |
| 7 juni WK-kwalificatie № 327 «onderlinge duels» | Paraguay | 0 – 1              | Chili | Estadio Defensores del Chaco, Asunción Toeschouwers: 55.000 Scheidsrechter: Carlos Esposito (ARG) |
| 7 juni WK-kwalificatie № 327 «onderlinge duels» |          | 70' Patricio Yáñez |       | Estadio Defensores del Chaco, Asunción Toeschouwers: 55.000 Scheidsrechter: Carlos Esposito (ARG) |

|                                                  |                                     |       |         |                                                                                            |
| 14 juni WK-kwalificatie № 328 «onderlinge duels» | Chili                               | 2 – 0 | Ecuador | Estadio Nacional, Santiago Toeschouwers: 72.290 Scheidsrechter: Gilberto Aristizábal (COL) |
| 14 juni WK-kwalificatie № 328 «onderlinge duels» | Carlos Rivas 10' Carlos Caszely 50' |       |         | Estadio Nacional, Santiago Toeschouwers: 72.290 Scheidsrechter: Gilberto Aristizábal (COL) |

|                                                  |                                                              |       |          |                                                                                            |
| 21 juni WK-kwalificatie № 329 «onderlinge duels» | Chili                                                        | 3 – 0 | Paraguay | Estadio Nacional, Santiago Toeschouwers: 70.775 Scheidsrechter: Romualdo Arppi Filho (BRA) |
| 21 juni WK-kwalificatie № 329 «onderlinge duels» | Carlos Caszely 10' Patricio Yáñez 11' Miguel Ángel Neira 28' |       |          | Estadio Nacional, Santiago Toeschouwers: 70.775 Scheidsrechter: Romualdo Arppi Filho (BRA) |

|                                                   |                   |       |                             |                                                                                            |
| 5 juli Vriendschappelijk № 330 «onderlinge duels» | Chili             | 1 – 1 | Spanje                      | Estadio Nacional, Santiago Toeschouwers: 15.000 Scheidsrechter: Jorge Eduardo Romero (ARG) |
| 5 juli Vriendschappelijk № 330 «onderlinge duels» | Carlos Caszely 8' |       | 28' Jesús María Satrústegui | Estadio Nacional, Santiago Toeschouwers: 15.000 Scheidsrechter: Jorge Eduardo Romero (ARG) |

|                                                    |         |       |       |                                                                                       |
| 15 juli Vriendschappelijk № 331 «onderlinge duels» | Uruguay | 0 – 0 | Chili | Estadio Centenario, Montevideo Toeschouwers: 18.000 Scheidsrechter: Abel Gnecco (ARG) |
| 15 juli Vriendschappelijk № 331 «onderlinge duels» |         |       |       | Estadio Centenario, Montevideo Toeschouwers: 18.000 Scheidsrechter: Abel Gnecco (ARG) |

|                                                       |                    |       |                                      |                                                                                     |
| 5 augustus Vriendschappelijk № 332 «onderlinge duels» | Peru               | 1 – 2 | Chili                                | Estadio Nacional, Lima Toeschouwers: 45.000 Scheidsrechter: Sergio Leiblinger (PER) |
| 5 augustus Vriendschappelijk № 332 «onderlinge duels» | Jorge Olaechea 64' |       | 3' Carlos Caszely 19' Carlos Caszely | Estadio Nacional, Lima Toeschouwers: 45.000 Scheidsrechter: Sergio Leiblinger (PER) |

|                                                        |       |       |          |                                                                                    |
| 26 augustus Vriendschappelijk № 333 «onderlinge duels» | Chili | 0 – 0 | Brazilië | Estadio Nacional, Santiago Toeschouwers: 32.278 Scheidsrechter: Augusto Lamo (ESP) |
| 26 augustus Vriendschappelijk № 333 «onderlinge duels» |       |       |          | Estadio Nacional, Santiago Toeschouwers: 32.278 Scheidsrechter: Augusto Lamo (ESP) |

## Statistieken
| Mario Osbén        | 1955-07-14 | Colo-Colo                | 11 | 0 | 0 | 22 | 0  |
| Óscar Wirth        | 1955-11-05 | CD Cobreloa              | 2  | 0 | 0 | 5  | 0  |
| Verdediging        |            |                          |    |   |   |    |    |
| Lizardo Garrido    | 1957-08-25 | Colo-Colo                | 13 | 0 | 0 | 13 | 0  |
| Vladimir Bigorra   | 1954-08-09 | Universidad de Chile     | 10 | 0 | 0 | 14 | 0  |
| René Valenzuela    | 1955-04-20 | CD Universidad Católica  | 10 | 0 | 0 | 21 | 0  |
| Santiago Gatica    | 1954-11-17 | CD O'Higgins             | 5  | 2 | 0 | 8  | 0  |
| Sandrino Castec    | 1959-06-18 | Universidad de Chile     | 4  | 2 | 0 | 8  | 1  |
| Elías Figueroa     | 1946-10-25 | Fort Lauderdale Strikers | 2  | 0 | 0 | 40 | 3  |
| Mario Galindo      | 1951-08-10 | Universidad de Chile     | 2  | 0 | 0 | 25 | 0  |
| Enzo Escobar       | 1951-11-10 | CD Cobreloa              | 1  | 1 | 0 | 24 | 0  |
| Osvaldo Vargas     | 1957-10-09 | CD O'Higgins             | 0  | 1 | 0 | 3  | 1  |
| Middenveld         |            |                          |    |   |   |    |    |
| Mario Soto         | 1950-07-10 | CD Cobreloa              | 11 | 0 | 0 | 32 | 1  |
| Manuel Rojas       | 1954-06-13 | CD Universidad Católica  | 9  | 2 | 1 | 26 | 2  |
| Rodolfo Dubó       | 1953-09-11 | CD Palestino             | 9  | 2 | 0 | 24 | 0  |
| Eduardo Bonvallet  | 1955-01-13 | CD Universidad Católica  | 8  | 1 | 0 | 19 | 0  |
| Miguel Ángel Neira | 1952-10-09 | CD Universidad Católica  | 7  | 2 | 1 | 20 | 1  |
| Carlos Rivas       | 1953-05-24 | Colo-Colo                | 5  | 2 | 1 | 22 | 4  |
| Orlando Mondaca    | 1961-06-24 | Universidad de Chile     | 0  | 3 | 0 | 4  | 0  |
| Rodrigo Santander  | 1959-10-02 | Colo-Colo                | 0  | 1 | 0 | 1  | 0  |
| Aanval             |            |                          |    |   |   |    |    |
| Carlos Caszely     | 1950-07-05 | Colo-Colo                | 10 | 0 | 9 | 37 | 25 |
| Gustavo Moscoso    | 1955-08-10 | Universidad de Chile     | 9  | 0 | 2 | 15 | 3  |
| Patricio Yáñez     | 1961-01-20 | San Luis Quillota        | 7  | 2 | 2 | 21 | 4  |
| Óscar Herrera      | 1959-01-03 | Naval Talcahuano         | 6  | 5 | 1 | 11 | 1  |
| Leonardo Véliz     | 1945-09-03 | Colo-Colo                | 1  | 2 | 0 | 39 | 2  |
| José Luis Álvarez  | 1960-12-08 | Colo-Colo                | 1  | 0 | 0 | 1  | 0  |

FFCh · A-internationals · Selecties · Bondscoaches · Chileens vrouwenelftal · Olympisch elftal · Chili U21 · Chili U20 · Chili U19 · Chili U18 · Chili U17
1910 – 1919 ·
1920 – 1929 ·
1930 – 1939 ·
1940 – 1949 ·
1950 – 1959 ·
1960 – 1969 ·
1970 – 1979 ·
1980 – 1989 ·
1990 – 1999 ·
2000 – 2009 ·
2010 – 2019 ·
2020 – 2029
WK 1930 · 
WK 1950 · 
WK 1962 · 
WK 1966 · 
WK 1974 · 
WK 1982 · 
WK 1998 · 
WK 2010 · 
WK 2014
OS 1928 · 
OS 1952 · 
OS 1984 · 
OS 2000
1910 · 
1911 · 1912 · 
1913 · 
1914 · 1915 · 
1916 · 
1917 · 
1918 · 
1919 · 
1920 · 
1921 · 
1922 · 
1923 · 
1924 · 
1925 · 
1926 · 
1927 · 
1928 · 
1929 · 
1930 · 
1931 · 1932 · 1933 · 1934 · 
1935 · 
1936 · 
1937 · 
1938 · 
1939 · 
1940 · 
1941 · 
1942 · 
1943 · 1944 · 
1945 · 
1946 · 
1947 · 
1948 · 
1949 · 
1950 · 
1951 · 
1952 · 
1953 · 
1954 · 
1955 · 
1956 · 
1957 · 
1958 · 
1959 · 
1960 · 
1961 · 
1962 · 
1963 · 
1964 · 
1965 · 
1966 · 
1967 · 
1968 · 
1969 · 
1970 · 
1971 · 
1972 · 
1973 · 
1974 · 
1975 · 
1976 · 
1977 · 
1978 · 
1979 · 
1980 · 
1981 · 
1982 · 
1983 · 
1984 · 
1985 · 
1986 · 
1987 · 
1988 · 
1989 · 
1990 ·
1991 · 
1992 · 
1993 · 
1994 · 
1995 · 
1996 · 
1997 · 
1998 · 
1999 · 
2000 · 
2001 · 
2002 · 
2003 · 
2004 · 
2005 · 
2006 · 
2007 · 
2008 · 
2009 · 
2010 · 
2011 · 
2012 · 
2013 · 
2014 · 
2015 · 
2016 ·
2017 ·
2018 ·
2019 ·
2020 ·
2021 ·
2022 ·
2023 ·
2024
Albanië ·
Algerije ·
Argentinië ·
Armenië ·
Australië ·
België ·
Bolivia ·
Bosnie en Herzegovina ·
Brazilië ·
Bulgarije ·
Burkina Faso ·
Canada ·
China ·
Colombia ·
Costa Rica ·
Cuba ·
DDR ·
Denemarken ·
Dominicaanse Republiek ·
Duitsland ·
Ecuador ·
Egypte ·
El Salvador · 
Engeland ·
Estland ·
Finland ·
Frankrijk ·
Ghana · 
Griekenland ·
Guatemala ·
Guinee ·
Haïti ·
Honduras ·
Hongarije ·
Ierland ·
IJsland ·
Irak ·
Iran ·
Israël ·
Italië ·
Ivoorkust ·
Jamaica ·
Japan ·
Joegoslavië ·
Kameroen ·
Kroatië ·
Litouwen ·
Marokko ·
Mexico ·
Nederland ·
Nieuw-Zeeland · 
Noord-Ierland ·
Noord-Korea ·
Oekraïne · 
Oman · 
Oostenrijk ·
Palestina ·
Panama · 
Paraguay ·
Peru ·
Polen ·
Portugal · 
Qatar ·
Roemenië · 
Rusland ·
Saoedi-Arabië ·
Schotland ·
Senegal ·
Servië ·
Slowakije ·
Sovjet-Unie ·
Spanje ·
Togo ·
Trinidad en Tobago ·  
Tsjecho-Slowakije ·
Tunesië · 
Turkije · 
Uruguay ·
Venezuela ·
Verenigde Arabische Emiraten ·
Verenigde Staten ·
Wales ·
Zambia ·
Zuid-Afrika ·
Zuid-Korea ·
Zweden ·
Zwitserland
Algerije (1982) · 
Australië (2014) · 
Brazilië (2014) · 
Honduras (2010) · 
Nederland (2014) · 
Oostenrijk (1982) · 
Spanje (2010) · 
Spanje (2014) · 
West-Duitsland (1982) · 
Zwitserland (2010)